# Tropidia (zweefvlieg)
Tropidia is een vliegengeslacht uit de familie van de zweefvliegen (Syrphidae).

## Soorten
- T. albistylum Macquart, 1847
- T. calcarata Williston, 1887
- T. coloradensis Bigot, 1883
- T. fasciata Meigen, 1822
- T. incana Townsend, 1895
- T. mamillata Loew, 1861
- T. montana Hunter, 1896
- T. pygmaea Shannon, 1926
- T. quadrata (Say, 1824)
- T. scita

Moeraszweefvlieg (Harris, 1780)